# Piptospatha marginata
Piptospatha marginata är en kallaväxtart som först beskrevs av Adolf Engler, och fick sitt nu gällande namn av Nicholas Edward Brown. Piptospatha marginata ingår i släktet Piptospatha och familjen kallaväxter. Inga underarter finns listade.